# Chiêu trò quảng cáo

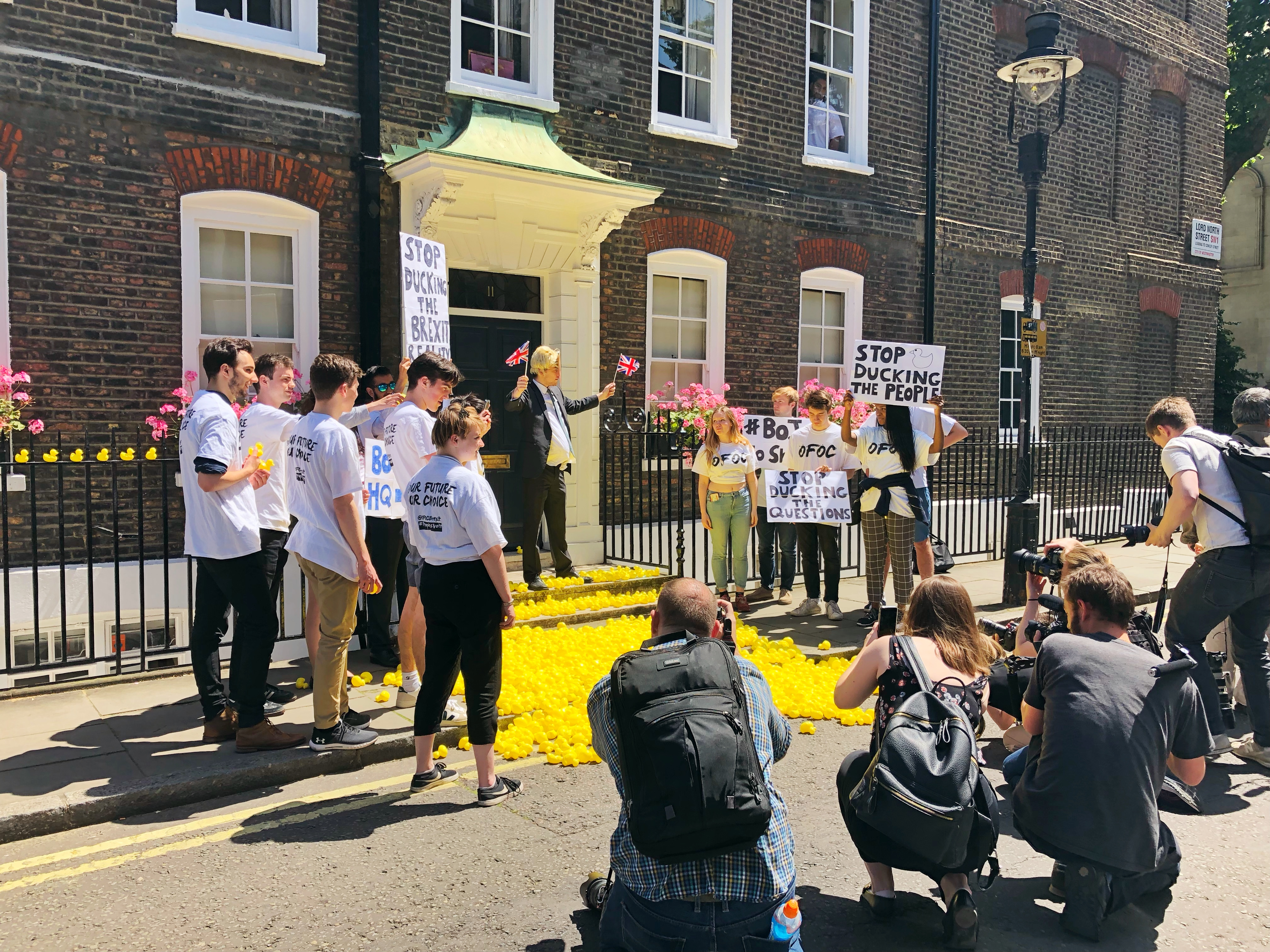
Một sự kiện trong chiêu trò quảng cáo chính trị ở Anh

Chiêu trò quảng cáo hay chiêu trò quảng bá (Publicity stunt) là một sự kiện được lên kế hoạch nhằm thu hút sự chú ý của công chúng đến những người tổ chức sự kiện hoặc mục đích của những người tổ chức. Những chiêu trò quảng cáo, các pha biểu diễn phô trương có thể được tổ chức chuyên nghiệp hoặc do những người nghiệp dư dàn dựng. Những sự kiện như vậy thường được các nhà quảng cáo và những người nổi tiếng sử dụng, nhiều người trong số họ là vận động viên và chính trị gia. Các chiêu trò quảng cáo sử dụng sự hài hước và trò đùa thường được các phong trào phản đối sử dụng để quảng bá ý tưởng và chiến dịch của họ cũng như thách thức đối thủ. Các tổ chức đôi khi muốn phô diễn quảng bá công khai bằng cách dàn dựng các sự kiện đáng đưa tin thu hút sự đưa tin của phương tiện truyền thông đại chúng. Những kỹ xảo này có thể ở dạng tôn vinh sự vươn lên, nỗ lực kỷ lục thế giới, lễ khánh thành, họp báo hoặc những cuộc biểu tình có tổ chức. Bằng cách dàn dựng và quản lý các loại sự kiện này, các tổ chức cố gắng giành được một số kiểu kiểm soát thông tin, hình ảnh đối với những gì được đưa tin trên phương tiện truyền thông. Các chiêu trò quảng cáo thành công có giá trị tin tức, cung cấp các cơ hội chụp ảnh, quay video và âm thanh và được sắp xếp chủ yếu để đưa tin trên phương tiện truyền thông. Cũng có những khó khăn cho những tổ chức khi thiết kế các chiêu trò quảng cáo thành công để làm nổi bật thông điệp thay vì chôn vùi nó. Tầm quan trọng của các chiêu trò quảng cáo là tạo ra sự quan tâm và nhận thức của tin tức về nhận biết, sản phẩm hoặc dịch vụ đang được tiếp thị.

## Tổng quan
Năm 1933, J.P. Morgan Jr. đã bị triệu tập để ra hầu tòa trước Ủy ban Ngân hàng và Tiền tệ của Thượng viện do họ nghi ngờ về hoạt động ngân hàng trước đây của ông trong suốt cuộc khủng hoảng tài chính. Trong phiên điều trần của quốc hội, Thượng nghị sĩ Hoa Kỳ Carter Glass nhận xét rằng phiên tòa đã trở thành một rạp xiếc vì mọi thứ bắt đầu có vẻ ngoài tầm kiểm soát. Trùng hợp thay thì xánh xiếc Ringling Brothers cũng như gánh xiếc Barnum & Bailey Circus đều ở D.C. vào thời điểm diễn ra phiên điều trần. Do đó, họ hiểu lời nhận xét của Thượng nghị sĩ Glass là một lời mời và yêu cầu người đại diện báo chí của họ đặt một cô lùn diễn xiếc tên là Lya Graf lên đùi Morgan Jr trong một trong những phiên điều trần. Trong khi việc có thêm một người phụ nữ bé lùn khiến Morgan ngạc nhiên và khiến Glass tức giận, thì nó cũng giúp Rạp xiếc Ringling Brothers được công chúng biết đến rộng rãi hơn. 
Năm 1999, một nhóm 11 phụ nữ từ Viện Phụ nữ (ở Yorkshire, Vương quốc Anh) đã cởi đồ để làm lịch nhằm kêu gọi quyên góp gây quỹ cho Quỹ Nghiên cứu Bệnh bạch cầu (Blood Cancer UK). Để đạt mục tiêu là 5.000 đô la, nhóm phụ nữ của Viện Phụ nữ này lo ngại rằng họ sẽ phải vật lộn để bán được ngay cả 1.000 bản. Cuối cùng, những cuốn lịch được phát hành vào ngày 12 tháng 4 năm 1999, và có hình ảnh cả 11 người phụ nữ tạo dáng khỏa thân đã bị che khuất dưới các loại bánh nướng, hoa cắm, đồ trang trí may vá, ấm trà, bản nhạc và thậm chí cả một cây đại dương cầm. Mặc dù khiến mọi người thời đó sửng sốt, hơn 800.000 bản lịch đã được bán ra trên toàn thế giới. Sau khi phát hành lần đầu vào năm 1999, cuốn lịch đã gây quỹ được hơn 5 triệu euro hoặc hơn 4,8 triệu đô la Mỹ. Chiêu trò quảng cáo này cuối cùng đã truyền cảm hứng cho vô số sản phẩm truyền thông bao gồm một bộ phim hài của Anh có tựa đề Calendar Girls. Vào năm 2003, một buổi biểu diễn ở West End vào năm 2009 và một vở nhạc kịch vào năm 2012 có tựa đề The Girls Tricia Stewart, một trong những cô gái làm lịch đầu tiên, còn được gọi là Miss October, thậm chí đã xuất bản cuốn tự truyện của riêng mình, Calendar Girl, trong đó cô kể lại quá trình tạo ra chiêu trò quảng cáo ban đầu và cách nó thay đổi cuộc sống của họ mãi mãi.